# Bölény (heraldika)
Névváltozatok:
de: Bison 

Rövidítések:

Manitoba címerének egyik változata

A bölény ritka címerkép. Főleg az észak-amerikai heraldikában található meg természetes ábrázolásmódban. Ilyen értelemben új címerábra és a biológiai bölény alakjának felel meg.
Bölény van például Manitoba, kanadai állam címerében. Az őskorban egész Európában előfordult a mára már szinte 
teljesen kihalt európai bölény, mely a középkorban az őstulokkal együtt kedvelt vadászállat volt. A magyar 
heraldikában a bikafejet helytelenül gyakran bölényfejként írják le.

## Kapcsolódó szócikk
- Bika (heraldika)